# العلاقات الألبانية الإسرائيلية
العلاقات الألبانية الإسرائيلية هي العلاقات الثنائية التي تجمع بين ألبانيا وإسرائيل. ألبانيا لديها سفارة في تل أبيب وإسرائيل لديها سفارة في تيرانا.

## مقارنة بين البلدين
هذه مقارنة عامة ومرجعية للدولتين:
| وجه المقارنة                                              | ألبانيا                                                    | إسرائيل                                                             |
| --------------------------------------------------------- | ---------------------------------------------------------- | ------------------------------------------------------------------- |
| المساحة (كم2)                                             | 28.75 ألف                                                  | 20.77 ألف                                                           |
| عدد السكان (نسمة)                                         | 3.02 مليون                                                 | 8.89 مليون                                                          |
| الكثافة السكانية (ن./كم²)                                 | 105.04                                                     | 428.02                                                              |
| العاصمة                                                   | تيرانا                                                     | القدس                                                               |
| اللغة الرسمية                                             | اللغة الألبانية                                            | اللغة العبرية، اللغة العربية                                        |
| العملة                                                    | ليك ألباني                                                 | شيكل إسرائيلي جديد، شيكل إسرائيلي قديم، جنيه فلسطيني، جنيه إسرائيلي |
| الناتج المحلي الإجمالي (بليون دولار)                      | 13.04 مليار                                                | 350.85 مليار                                                        |
| الناتج المحلي الإجمالي (تعادل القوة الشرائية) بليون دولار | 33.17 مليار                                                | 306.51 مليار                                                        |
| الناتج المحلي الإجمالي الاسمي للفرد دولار أمريكي          | 3.94 ألف                                                   | 35.73 ألف                                                           |
| الناتج المحلي الإجمالي للفرد دولار أمريكي                 | 11.11 ألف                                                  | 36.58 ألف                                                           |
| مؤشر التنمية البشرية                                      | 0.764                                                      | 0.899                                                               |
| رمز المكالمات الدولي                                      | +355                                                       | +972                                                                |
| رمز الإنترنت                                              | .al                                                        | .il                                                                 |
| المنطقة الزمنية                                           | توقيت وسط أوروبا، ت ع م+01:00، ت ع م+02:00، أوروبا/تيرانا ‏ | توقيت إسرائيل، Israel Summer Time ‏                                  |

## مدن متوأمة
في ما يلي قائمة باتفاقيات التوأمة بين مدن ألبانية وإسرائيلية:
- ترتبط بيرات مع كرمئيل باتفاقية توأمة منذ 8 يوليو 2008.[18][19]

## منظمات دولية مشتركة
يشترك البلدان في عضوية مجموعة من المنظمات الدولية، منها:
| علم المنظمة | اسم المنظمة                               | تاريخ انضمام ألبانيا | تاريخ انضمام إسرائيل |
| ----------- | ----------------------------------------- | -------------------- | -------------------- |
|             | الاتحاد البريدي العالمي                   | ?                    | ?                    |
|             | مؤسسة التنمية الدولية                     | 15 أكتوبر 1991       | 22 ديسمبر 1960       |
|             | منظمة التجارة العالمية                    | ?                    | 21 أبريل 1995        |
|             | الأمم المتحدة                             | 14 ديسمبر 1955       | 11 مايو 1949         |
|             | وكالة ضمان الاستثمار متعدد الأطراف        | 15 أكتوبر 1991       | 21 مايو 1992         |
|             | منظمة الشرطة الجنائية الدولية             | ?                    | ?                    |
|             | مؤسسة التمويل الدولية                     | 15 أكتوبر 1991       | 26 سبتمبر 1956       |
|             | البنك الدولي للإنشاء والتعمير             | 15 أكتوبر 1991       | 12 يوليو 1954        |
|             | الاتحاد الدولي للاتصالات                  | 2 يونيو 1922         | 24 يونيو 1948        |
|             | المركز الدولي لتسوية المنازعات الاستشارية | 14 نوفمبر 1991       | 22 يوليو 1983        |
|             | يونسكو                                    | 16 أكتوبر 1958       | 16 سبتمبر 1949       |

## وصلات خارجية
- موقع وزارة الخارجية الألبانية
- موقع وزارة الخارجية الإسرائيلية